# Kléber Pereira
 (mars 2013).
Si vous disposez d'ouvrages ou d'articles de référence ou si vous connaissez des sites web de qualité traitant du thème abordé ici, merci de compléter l'article en donnant les références utiles à sa vérifiabilité et en les liant à la section « Notes et références ».
Kléber João Boas Pereira dit Kléber Pereira (né le 13 août 1975 à Peri Mirim au Brésil) est un ancien joueur de football brésilien.
Il est surtout connu pour avoir inscrit des buts spectaculaires et difficiles, et pour son aisance à se situer en position de but.

## Biographie

### Brésil
Boas commence sa carrière dans le championnat brésilien professionnel de deuxième division au Moto Club en 1996. Excepté une parenthèse de six mois au Náutico, Boas reste au Moto Club jusqu'en 1999. Au milieu de la saison 1999, Kléber est transféré à l'Atlético Paranaense, où il rencontre enfin le succès, remportant le titre de meilleur buteur en 2001. Après une saison réussie, il est courtisé par de nombreux clubs brésiliens, ainsi qu'à l'étranger.

### Mexique
Au début de la Clausura 2003, Kléber est annoncée comme la star brésilienne en signant aux UANL Tigres de Monterrey. Lors de sa première saison, il inscrit 10 buts et aide son club à atteindre les demi-finales des playoffs. La saison suivante, il inscrit 8 buts et arrive en finale de l'Apertura 2003, perdue contre Pachuca.
Après son succès aux Tigres ses premières années, Boas est ensuite relégué sur le banc et n'inscrit qu'un seul but lors de la Clausura 2004. Il signe alors à Veracruz, où il n'inscrit que deux buts. Recommandé par son ex-coéquipier Cuauhtémoc Blanco, Kléber signe au Club América et retrouve sa forme, avec 14 buts lors de sa première saison plus le titre de champion de la Clausura 2005. Kléber ne joue pas la finale, suspendu pour trois matchs après un coup de pied sur Federico Lussenhoff de Cruz Azul en demi-finale. La saison suivante, Kléber gagne le titre de meilleur buteur du championnat à égalité avec trois autres joueurs, Vicente Matías Vuoso, Walter Gaitán et Sebastián Abreu.
Lors de l'Apertura 2006, Boas est prêté au club Necaxa.
Kléber Boas est connu comme étant un membre du « Blanco Four », joueurs qui évoluèrent à Veracruz avec Blanco et qui signèrent à l'América après avoir été recommandés par l'attaquant mexicain. Les autres membres sont Christian Giménez, Carlos Infante et Armando Navarrete.
Le 5 juillet 2007, Kleber Boas rentre au Brésil à Santos avec un contrat allant jusqu'au 30 juin 2008. Kléber finit meilleur buteur du Campeonato Brasileiro Série A 2008, avec 21 buts, à égalité avec Washington et Keirrison.

## Palmarès

### Club
Atlético-PR
- Campeonato Brasileiro Série A : 2001
- Campeonato Paranaense : 2000, 2001, 2002

Club América
- Primera División de México : Clausura 2005
- Primera División de México : Campeón De Campeones (Supercoupe du Mexique) 2004-2005
- Ligue des champions de la CONCACAF 2006

### Individuel
- Meilleur buteur de la Primera División de México, Apertura 2005 avec le  Club América
- Meilleur buteur du Campeonato Brasileiro Série A 2008 avec  Santos